# Mario (personnage)
Pour les articles homonymes, voir Mario.
Mario (マリオ, Mario) est un personnage de jeu vidéo devenu la mascotte de Nintendo, facilement reconnaissable à sa moustache, à sa salopette bleue, à ses gants blancs et à sa casquette rouge marquée d'un M rouge inscrit dans un cercle blanc. 
Né de l'imagination du concepteur de jeux Shigeru Miyamoto, il est italo-américain. Dans les années 1980, Mario Segale a loué un dépôt à Nintendo of America, qui a décidé de donner son prénom à la star de son nouveau jeu vidéo qui remplace le personnage qui apparaît pour la première fois en 1981, dans le jeu Donkey Kong, sous le nom de Jumpman ; mais depuis 1985, c'est la série à succès des Super Mario qui a fait de lui un phénomène mondial et l'un des personnages emblématiques du jeu vidéo. Depuis, Mario a accompagné toutes les consoles de Nintendo.
Les jeux de la série Super Mario ont joué un rôle important dans l'évolution du jeu de plates-formes, dont ils renouvellent régulièrement les codes. Plusieurs épisodes ont marqué durablement le jeu vidéo, notamment le premier opus, Super Mario Bros. (NES, 1985), qui est resté pendant vingt-trois ans le jeu le plus vendu, avec plus de 40 millions de cartouches écoulées (détrôné par Wii Sports en 2008), ou sa première apparition en 3D, dans le jeu Super Mario 64 (Nintendo 64, 1996). Au fil des années, le personnage de Mario est apparu dans d'autres types de jeux, tels que le jeu de course (Mario Kart), le jeu de combat (Super Smash Bros.), ou encore le jeu de rôle (Super Mario RPG). La franchise Mario est la plus vendue de l'histoire du jeu vidéo, avec plus de 800 millions d'exemplaires vendus toutes séries confondues.
L'univers de Mario s'est progressivement enrichi au fil des jeux, avec l'apparition de nouveaux personnages, devenus plus ou moins célèbres à leur tour, au point de voler à l'occasion le premier rôle à Mario. Les principaux sont Luigi, son frère ; la princesse Peach, sa dulcinée ; les Toads, serviteurs de Peach ; Yoshi, sa fidèle monture ; Bowser, son ennemi juré ; Wario, son grand rival, et Waluigi, le compère de Wario. Sa voix était, jusqu'en 2023, doublée par Charles Martinet, remplacé par Kevin Afghani depuis le jeu Super Mario Bros. Wonder en 2023.

## Origines du personnage

### Jumpman
Mr Video est le premier nom donné par Shigeru Miyamoto à Mario. Selon le jeune développeur, ce personnage destiné à apparaître dans tous les jeux qu'il réaliserait se devait de posséder une stature propre, contrairement aux autres jeux de cette époque (Pac-Man, Space Invaders). Mais ce nom est rapidement abandonné pour Jumpman en 1981, dans le jeu vidéo Donkey Kong.
Ce nom reflète simplement le principe du jeu, où le but est de gravir des échafaudages pour délivrer Pauline, l'amie du héros, qui se trouve au sommet, captive du gorille Donkey Kong. Pour cela, Jumpman doit éviter tonneaux et boules de feu en sautant (jump). Le jeu se déroule sur un chantier, et le personnage contrôlé par le joueur a un métier : il est charpentier.

### Mario
Le personnage de Jumpman est rebaptisé Mario dans Donkey Kong Jr. sorti en arcade en 1982. C'est la seule fois où il endosse le rôle d'antagoniste du personnage contrôlé par le joueur, en l'occurrence le fils de Donkey Kong, dont le but est de délivrer son père captif de Mario.
Le retour au premier plan de Mario se fait en 1983 dans Mario Bros., épisode qui voit également l'apparition de son frère Luigi. Dans ce jeu, les deux frères ne peuvent pas sauter sur leurs ennemis, mais doivent les faire trébucher pour ensuite les éjecter hors de l'écran. Le succès est important, mais Miyamoto considère que son personnage n'est qu'un élément se déplaçant, l'important étant de créer un gameplay autour. C'est deux ans plus tard que Mario connaîtra véritablement la notoriété, sur la première console de Nintendo, la Famicom (et sa version occidentale, la NES).

## Personnage

### Nom
Le protagoniste apparaît pour la première fois dans le jeu d'arcade Donkey Kong, le personnage n'est pas nommé dans la version japonaise mais sera baptisé "Jumpman" dans les instructions de la borne d'arcade pour la version américaine. Ayant besoin d'un nom pour le personnage de Jumpman, le président de Nintendo of America, Minoru Arakawa, pense alors à Mario Segale propriétaire des entrepôts de Nintendo of America,. Selon Arakawa, Segale ressemble un peu à Jumpman et c'est à partir de 1982 que Jumpman devient Mario.
Mais, selon Eiji Aonuma, proche collaborateur de Shigeru Miyamoto, Mario serait l'abréviation de marionnette, choisie par Miyamoto à cause de son amour des automates et du bunraku, le théâtre de marionnettes japonais. Shigeru Miyamoto, quant à lui, a déclaré lors d'une interview que c'est un employé de Nintendo of America qui lui avait suggéré le nom de Mario. Lors des vidéos précédant la sortie de Super Mario Maker, Miyamoto confirme que le nom vient bel et bien de Mario Segale[réf. souhaitée].
Dans le film Super Mario Bros., le prénom et le nom de famille du personnage sont tous deux Mario ; cependant, Shigeru Miyamoto a précisé, lors d'une interview pour Game Informer, que Mario n'avait pas de nom de famille.

### Missions
Mario s'est fait une spécialité de sauver les princesses en détresse et notamment la Princesse Peach (souvent enlevée par Bowser ou Bowser Jr.), dont il semble amoureux, ce qui est peut-être réciproque. Bien que cette mission soit présente dans de nombreux jeux, il arrive parfois à Mario de sauver Daisy ou encore Pauline, notamment dans Super Mario Land, Donkey Kong et dans la série Mario vs. Donkey Kong. De plus, il n'est pas rare qu'il tente de libérer le Royaume Champignon voire d'autres royaumes comme le Royaume de Végésia.
Il porte parfois secours à son univers dans Super Mario Galaxy et Super Mario Galaxy 2 ou même à l'ensemble de toutes les dimensions dans Super Paper Mario. Il doit aussi, dans Super Mario Bros. 2, détruire la machine diabolique du maléfique Wart. Il peut également être l'objet de la quête au lieu d'en être l'acteur (Mario is Missing sur Super NES, Super Princess Peach sur DS) ou bien devoir affronter son rival Wario, apparu premièrement dans Super Mario Land 2: 6 Golden Coins sur Game Boy au début des années 1990.

### Apparence
Selon son créateur Shigeru Miyamoto, l'apparence de Mario ne doit rien au hasard. Miyamoto a avoué que sa casquette lui venait du fait qu'il trouvait compliqué de dessiner des cheveux et que si Mario passait sur un tableau dont le fond est noir (les jeux étaient en 2D) on ne les verrait plus. Ainsi a-t-il pensé à une casquette rouge ornée d'un M rappelant le nom du personnage. Aussi, la moustache est apparue à cause des limitations techniques de l'époque, permettant d'éviter d'avoir à dessiner la bouche (élément trop fin). 

« […] s'il porte une moustache, c'est parce qu'à l'époque, la résolution de ces machines n'était pas assez fine pour que l'on puisse mettre un pixel de couleur entre les lèvres et le nez. La moustache permet de cacher le détail de la bouche et de la lèvre supérieure. De même, la résolution empêchait de dessiner des mèches de cheveux réalistes. Aussi, Mario a hérité d'une caquette ! »

— Shigeru Miyamoto
Pour la salopette, il était essentiel de la dessiner avec deux couleurs différentes pour ne pas confondre les bras avec le corps. Mais il faudra attendre 1988 dans la version américaine et européenne pour que le choix des couleurs soit fixé : haut rouge et salopette bleue et non l'inverse comme dans Donkey Kong (en 1981) ou la salopette marron dans Super Mario Bros. (en 1985). Comme Miyamoto voulait baser le design de Mario sur quelqu'un de « normal » (contrairement à beaucoup de héros ou de super-héros, qui sont très souvent musclés et grands)[réf. nécessaire], il lui a dessiné un gros nez, un ventre rond et une taille moyenne.

« Le personnage porte une combinaison de travail rouge parce qu'elle met en valeur les mouvements de ses bras, et ses mains portent des gants blancs pour qu'elles ressortent mieux avec les couleurs de l'arrière-plan. Nous devions faire de Mario un nabot, tout en lui donnant un aspect humain. Pour y parvenir, il fallait lui donner un trait distinctif, un très gros nez par exemple. »

— Shigeru Miyamoto

### Description et pouvoirs
Même s'il parle anglais (« Let's Go! », « It's me, Mario! »…), Mario a un prénom et un accent italiens et son attitude est parfois basée sur des stéréotypes italiens. Par exemple, lorsqu'il rêve dans Super Mario 64 et Mario vs. Donkey Kong, on l'entend marmonner dans son sommeil « spaghetti », « ravioli ». De plus, une des phrases qui lui sont souvent attachées est « Mamma mia ! », par exemple lorsqu'il se fait toucher par une carapace ou une peau de banane (dans Mario Kart), ou, plus généralement, lorsqu'il perd une vie ou fait game over, ou encore quand il perd une vie dans certaines versions de Super Mario Bros..
En plus d'avoir été charpentier puis plombier, Mario s'est essayé à différentes activités : médecin, conducteur de kart, tennisman, joueur de baseball mais aussi golfeur, footballeur, basketteur, danseur, athlète, joueur de balle aux prisonniers, de hockey, de volleyball et peintre.
Mario dispose aussi d'une très grande panoplie de transformations, les principales lui étant données par un champignon qui le rend grand, ce qui lui permet de briser des blocs de briques. Le champignon oblige aussi l'ennemi à le toucher deux fois au lieu d'une pour le tuer, puis une fleur de feu lui permettant de lancer des boules de feu, et l'étoile qui lui confère une invincibilité provisoire (il garde sa taille et ses pouvoirs).
Selon les jeux, ce genre d'options et la façon dont elles s'échangent varient. Dans Super Mario Bros. 3, Mario perd le pouvoir de la fleur s'il se fait toucher et redevient grand alors que dans la plupart des jeux ultérieurs il redevient petit avec un système de récupération du pouvoir d'être grand (champignon en réserve). Dans New Super Mario Bros. sur Nintendo DS ou autre, Mario peut avoir une carapace bleue, un champignon géant qui le fait devenir gigantesque ou le « mini champi » qui le rend minuscule. Dans New Super Mario Bros. Wii mais pas seulement, il dispose de la fleur de glace lui conférant le pouvoir de lancer des boules de glace, du champignon hélico qui lui permet de voler pendant une courte durée, d'un costume de pingouin permettant à Mario de devenir un pingouin pour glisser sur la glace et lancer des boules de glace, et aussi d'une super clochette pour se transformer en chat dans Mario 3D World.

### Personnages récurrents
Mario a un petit frère, Luigi, qui lui ressemble physiquement. Ce dernier est cependant plus grand, plus maigre, un peu moins courageux, maladroit mais il est plus léger et saute plus haut dans certains jeux. Il porte des vêtements vert et bleu marine. Des jeux Nintendo lui sont dédiés comme Luigi's Mansion sur GameCube, Luigi's Mansion 2 sur Nintendo 3DS et Nintendo Switch (Version HD), ainsi que Luigi's Mansion 3 sur Nintendo Switch.
On voit presque toujours Toad, un champignon anthropomorphique. Les Toads sont les serviteurs de la Princesse Peach. C'est en tout cas un allié indéfectible de Mario.
Mario possède aussi une monture, Yoshi, un animal à forme de dinosaure en différentes couleurs, notamment en vert, qui apparaît pour la première fois dans Super Mario World. Yoshi est le héros de plusieurs jeux vidéo dont Yoshi's Island DS, Yoshi's Woolly World, et autres.
Wario est le rival de Mario. Il porte des vêtements jaune et violet, et il est le héros de deux séries à part entières : Wario Land et Wario Ware.
Luigi a également son double maléfique, Waluigi, qui porte des vêtements de couleur violette et qui joue aussi un rôle important, notamment dans Mario Power Tennis sur GameCube.
On peut noter que Wario et Waluigi sont des sortes de caricatures de Mario et Luigi. En effet, Mario étant plus petit et plus rond que son frère, Wario est petit et gros, tandis que Waluigi est très grand et filiforme.
La fin de Super Mario World semble indiquer que Mario est amoureux de la Princesse Peach, mais le jeu indique aussi un intérêt pour la Princesse Daisy. Peach a une robe rose et des cheveux blonds alors que Daisy a une robe orange et des cheveux bruns courts depuis un moment. Sur la Nintendo 64, elle a des cheveux longs châtains et une robe jaune, indiquant que le character design évolue.
Le pire ennemi de Mario reste Bowser, le roi des Koopas, dont il fait échouer les plans diaboliques depuis la naissance.
Les Koopas sont des tortues récurrentes dans l'univers de Mario. Leurs carapaces sont de différentes couleurs (verte, rouge, bleue et jaune), qui symbolisent généralement chacune des caractéristiques différentes. Il existe également des Koopas squelettes (appelés Skelerex).

### Bébé Mario
Dans certaines aventures qui se déroulent dans le passé, comme Mario et Luigi : Les Frères du temps ou Yoshi's Island, Mario apparaît sous la forme de Bébé Mario. Toutefois, sa première apparition date de Super Mario World 2: Yoshi's Island. Il reviendra ensuite dans plusieurs jeux, en tant que simple caméo dans Super Smash Bros. Melee, Super Smash Bros. Brawl et Mario Kart DS, ou en tant que personnage jouable dans Mario Golf, Mario Tennis, Mario Tennis Open, Mario Superstar Baseball, Mario Super Sluggers, Mario Kart : Double Dash!!, Mario Kart Wii ou encore Mario Kart 8 et sa version Deluxe sur Switch.

### Ennemis
Bowser, le roi des Koopas, et ses 7 généraux (Iggy, Larry, Lemmy, Ludwig, Morton, Roy et Wendy) ainsi que son fils Bowser Jr. sont les plus grands ennemis de Mario. Kamek, le bras droit de Bowser, est lui aussi un redoutable ennemi de Mario. Wario peut être considéré comme un rival plutôt que comme un véritable ennemi du héros.
Les ennemis de base sont généralement les Koopas, les Goombas, les Bob-omb, les Boos, les Maskass et les Bill Balls. Les ennemis les plus forts sont Flora Piranha, Donkey Kong, le Roi Boo, Wiggler, Graburge, etc. Il existe aussi des ennemis emblématiques mais peu courants comme Wart (Super Mario Bros. 2) ou Birdo. Il existe aussi les Chipins, tels que Chipin, qui ne sont ni du côté de Mario, ni contre lui.

### Métier de Mario
Dans la culture populaire, Mario est connu pour être plombier. Cependant, Miyamoto aurait d'abord choisi de faire de Mario un charpentier dans Donkey Kong. C'est dans le jeu Mario Bros. sorti sur borne d'arcade en 1983 qu'il devint un plombier, combattant les créatures des égouts de New York avec son frère Luigi. Mario occupa aussi plusieurs autres métiers à travers les jeux dont médecin, golfeur, artiste et même sportif olympique.
En 2017, Nintendo annonce que Mario n'est plus plombier, avant de remettre cette profession en activité principale en 2018.

## Historique des jeux avec Mario
Mario apparaît pour la première fois dans Donkey Kong en 1981, mais le premier jeu qui porte son nom est Mario Bros. en 1983. Peu de temps après, il connaît un véritable succès dans une série de jeux de plates-formes, les Super Mario.
Cette série de Super Mario a joué un rôle important dans l'évolution du jeu de plates-formes, en renouvelant régulièrement les codes (blocs-bonus, pièces à collectionner, sauts sur la tête des ennemis pour s'en débarrasser, etc.), offrant ainsi à chaque épisode un gameplay de qualité. De multiples épisodes ont marqué durablement le jeu vidéo, notamment le premier opus, Super Mario Bros., énorme succès sorti en 1985 qui demeurera, jusqu'à la fin de l'année 2008, le jeu le plus vendu de tous les temps avec plus de 40 millions de cartouches écoulées (mais détrôné depuis par Wii Sports sur Wii et Mario Kart Wii). Cet épisode est considéré comme l'un des plus novateurs de l'histoire du jeu vidéo et a posé les bases du jeu de plate-forme ensuite reprises dans d'innombrables jeux. Il est régulièrement cité comme l'un des meilleurs jeux de tous les temps par les sites Internet et magazines qui font ce genre de classement. La musique, œuvre de Kōji Kondō, imprime le rythme du jeu, avec des thèmes célèbres devenus indissociables du personnage.
Le virage 3D a été pris avec Super Mario 64, considéré par certains comme le meilleur jeu de plates-formes existant. Il s'agit d'un des premiers jeux à profiter pleinement du joystick analogique, l'une des grandes innovations de la Nintendo 64. Là encore, sa structure est devenue une nouvelle référence, désormais pour le domaine de la plate-forme 3D, et a été reprise par de nombreux autres jeux.
Au fil des années, Mario est également apparu dans les Mario Kart (des jeux de course), les Mario Golf ou Mario Tennis (des jeux de sport), les Mario Party (des mini-jeux) et les jeux Super Smash Bros. (des jeux de combat), qui furent toujours de grands succès commerciaux.
Dans Mario et Sonic aux Jeux olympiques, il se retrouve pour la première fois aux côtés de Sonic, la mascotte de Sega qui a souvent été considérée comme le principal concurrent de Mario en raison de la rivalité entre Sega et Nintendo qui avait lieu dans les années 1990.
Il fait équipe avec lui dans Mario et Sonic aux Jeux olympiques d'hiver, Mario et Sonic aux Jeux olympiques de Londres 2012, Mario et Sonic aux Jeux olympiques d'hiver de Sotchi 2014, Mario et Sonic aux Jeux olympiques de Rio 2016 et Mario et Sonic aux Jeux olympiques de Tokyo 2020 pour déjouer les plans de Bowser et du Dr Eggman.

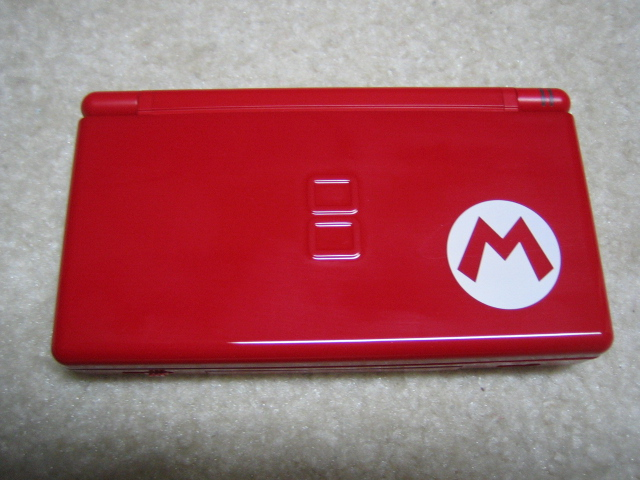
La Nintendo DS Lite avec le logo de Mario.

Le 16 novembre 2007, le jeu de plates-formes Super Mario Galaxy sort en France sur Wii. Il innove en proposant désormais au joueur d'évoluer dans un univers où Mario se déplace de (petites) planètes en planètes, intégrant ainsi une nouvelle dynamique de plate-forme où l'attraction terrestre devient un point primordial. Là encore, de nombreux sites Internet et magazines lui accordent le statut de meilleur jeu de l'année, et il est même pendant quelque temps numéro 1 du classement des jeux recevant les meilleurs critiques de tous les temps selon le site GameRankings. En 2010, sa suite Super Mario Galaxy 2 sort en mai-juin dans laquelle Mario est accompagné de son fidèle compagnon Yoshi.
En 2006, Nintendo décide de revenir aux sources de la série en sortant sur DS le premier Super Mario en 2D depuis Super Mario Land 2, sorti en 1992, baptisé New Super Mario Bros.. Il s'agit d'un succès colossal, sur le point de devenir l'épisode le plus vendu depuis le premier Super Mario Bros. et l'un des jeux les plus vendus de tous les temps. Fort de ce succès, un nouvel épisode sort sur Wii en 2009, New Super Mario Bros. Wii, qui se distingue notamment par l'apport d'un mode multijoueur jouable jusqu'à 4. Le célèbre magazine japonais Famitsu lui décerne la note parfaite de 40/40, ce qui, en plus de 23 ans d'histoire, n'a été attribué qu'à 15 jeux.

## Autres apparitions

### Séries animées
Mario est le héros de plusieurs séries animées : Amada Anime Série : Super Mario Bros. (1989), Super Mario Bros. (1989), Les Aventures de Super Mario Bros. 3 (1990) et Super Mario World (1991).

### Cinéma
Mario apparait dans le film d'animation Super Mario Bros.: Peach-Hime Kyushutsu Dai Sakusen! (1986), ainsi que dans le film Super Mario Bros. (1993), adaptation en prise de vue réelle dans lequel il est incarné par Bob Hoskins.
En 2017, le studio Illumination Entertainment, propriété d'Universal Pictures, était en pourparlers avec Nintendo pour adapter en film d'animation l'histoire de Mario. Ce projet a vu le jour et Chris Pratt prête sa voix dans la version originale du personnage dans Super Mario Bros. le film sorti en 2023.

### Bandes dessinées
Mario est le héros d'un manga, Super Mario: Manga Adventures, ainsi que d'une BD, Super Mario Adventures.

### Audiographie
- « Mario Kart a 30 ans : pourquoi sa moustache nous fait-elle toujours frémir ? » avec Alexis Blanchet, émission radiophonique Sans oser le demander produite par Géraldine Mosna-Savoye, France Culture, 8 septembre 2022, 58 minutes (écouter en ligne)